# Darrell Fitton
Pour les articles homonymes, voir Fitton et Bola.
Darrell Fitton est un compositeur anglais de musique électronique originaire du Grand Manchester, qui enregistre sous les pseudonymes Bola ou Jello. Il travaille principalement avec le label Skam.

## Discographie

### Albums
- Bola  - Soup, 1998 (Skam). 12" (SKALP002), CD (SKALD002), 2LP (SKALD002LP). Remixé et réédité avec de nouvelles illustrations en 2003.
- Bola  - Fyuti, 2001 (Skam). 12" (SKALP007), CD (SKALD007).
- Jello - Voile, 2002 (Peacefrog). 12" (PFG016LP), CD (PFG016CD).
- Bola  - Gnayse, 2004 (Skam). 12" (SKALP015), CD (SKALD015), 2LP (SKALD015LP).
- Bola  - Shapes, 2006 (Skam). CD (SKALD020). Version Remixée et rééditée "sous Forme EP", avec 3 pistes en plus.
- Bola  - Kroungrine 2007 (Skam). CD (SKALD022), 2LP (SKALP022).
- Bola – D.E.G. 2017 (Skam). CD (SKALD034), 2LP (SKALP034).

### Singles
- Bola  - 1, 1995 (Skam). 12" (SKA005).
- Bola  - KS, 1998 (Skam). 7" (KMAS002).
- Bola  - Mauver, 2000 (Skam). 12" (SKA015).
- Bola  - Shapes, 2000 (Skam). 12". 300 copy only.
- Bola  - Pae Paoe, 2001 (Skam). 7" (KMAS007).
- Jello - Chamchimzee, 2002 (Peacefrog). 12" (PFG022).
- Jello - Lungbone, 2003 (Peacefrog). 12" (PFG028), CD (PFG028CD).

## Titres sous forme de calembours
Beaucoup d'albums de Fitton et des titres EP sont des jeux de mots avec "Bola" :
- "Bola" and "KS" become "bollocks"
- "Bola" and "Soup" become "bowl o' soup"
- "Bola" and "Mauver" become "bowl 'em over"
- "Bola" and "Fyuti" become "fyutibola, a play on the term footballer"
- "Bola" and "Gnayse" become "bolognese" (i.e. spaghetti sauce)
- "Kroungrine" and "Bola" become "crown green bowls"